# Метасеквоя китайська
Метасеквоя китайська або гліптостробусовидна  (Metasequoia glyptostroboides) — вид хвойних листопадних дерев родини кипарисових (Cupressaceae), раніше відносилися до родини таксодієвих (Taxodiaceae).

## Еволюційна історія
Древній релікт, вона займала наприкінці крейдового періоду (90—65,5 мільйонів років тому) величезні території в середніх і високих широтах Північної півкулі (включно з більшою частиною Сибіру, Східною Європою, Гренландією й Північною Америкою).
Метасеквоя китайська залишила слід в історії палеоботаніки як одна з небагатьох живих рослин, відомих передусім як скам'янілість. Викопне листя й шишки були спочатку описані під назвою Sequoia (секвоя). Через деякі відмінності від секвої японський ботанік Мікі Шігеру з університету Осаки в 1941 році придумав для скам'янілості назву метасеквоя. Перші живі дерева метасеквої китайської були виявлені в 1944 році китайським ботаніком Ван Чжанем у провінції Сичуань. 

## Опис
Дерево до 45 метрів заввишки. Крона конічна в молодих дерев, з віком стає округлою. Кора червонувато-коричнева в молодих дерев, але згодом стає більш темною, сіруватою й потрісканою. Листки дворядні, лінійні, на зиму опадають; опадають навіть пагони. Однодомна рослина. Шишки майже кулясті, до 2 см у діаметрі, на довгих ніжках. У 20 років досягає 20 м заввишки й до 1,5 м в обхваті стовбура. Шишки з'являються на 6–9 році й дають схоже насіння.

## Поширення та середовище існування
Зараз зростає у природному стані тільки в провінціях Хубей, Сичуань, Хунань центральної частини Китаю на висоті 800–1500 метрів над рівнем моря, переважно в гірських долинах. Метасеквоя вирощується в багатьох ботанічних садах світу. В Україні успішно росте від Ялти до Києва.

## Галерея зображень

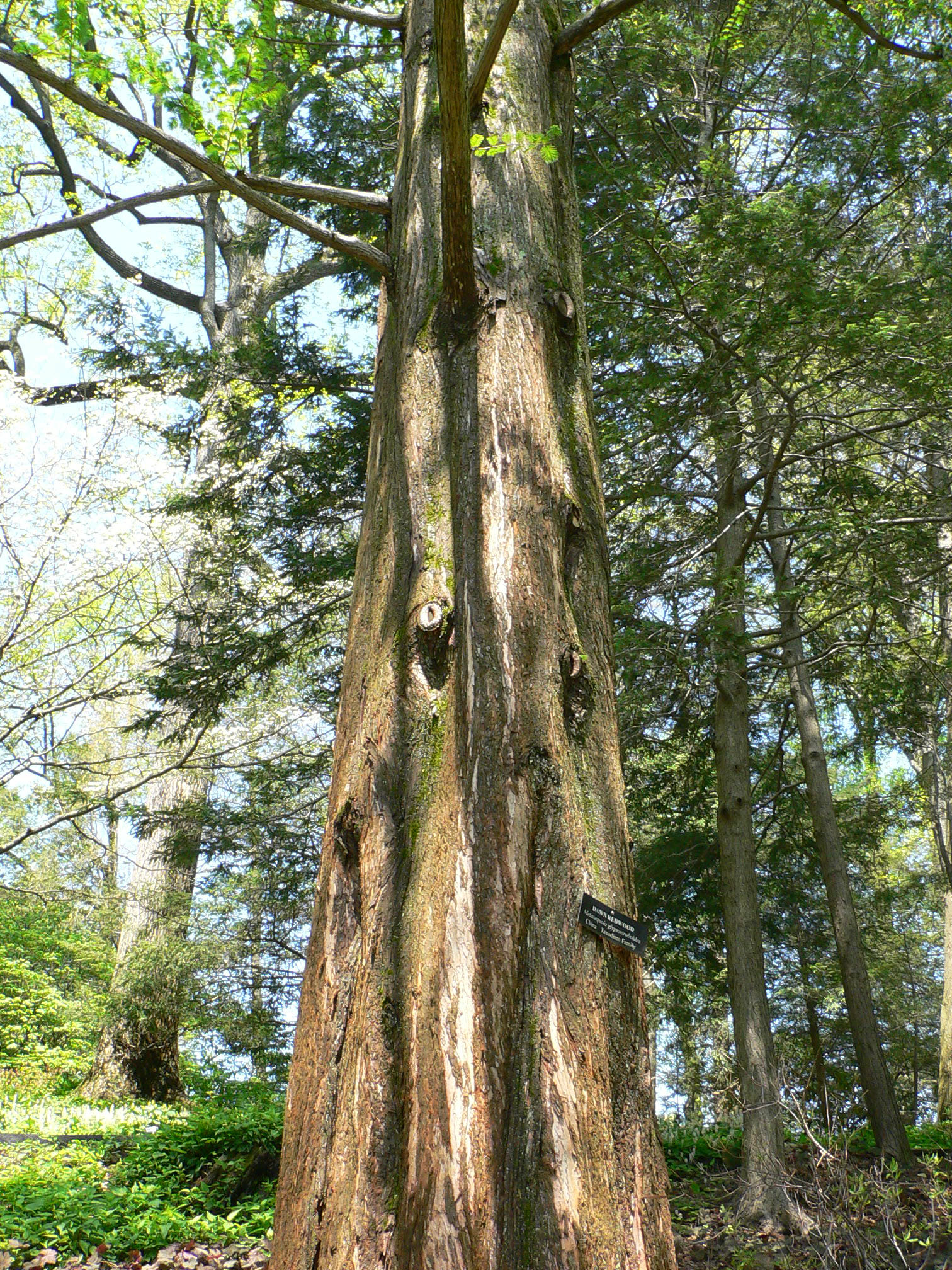
Стовбур дорослого дерева
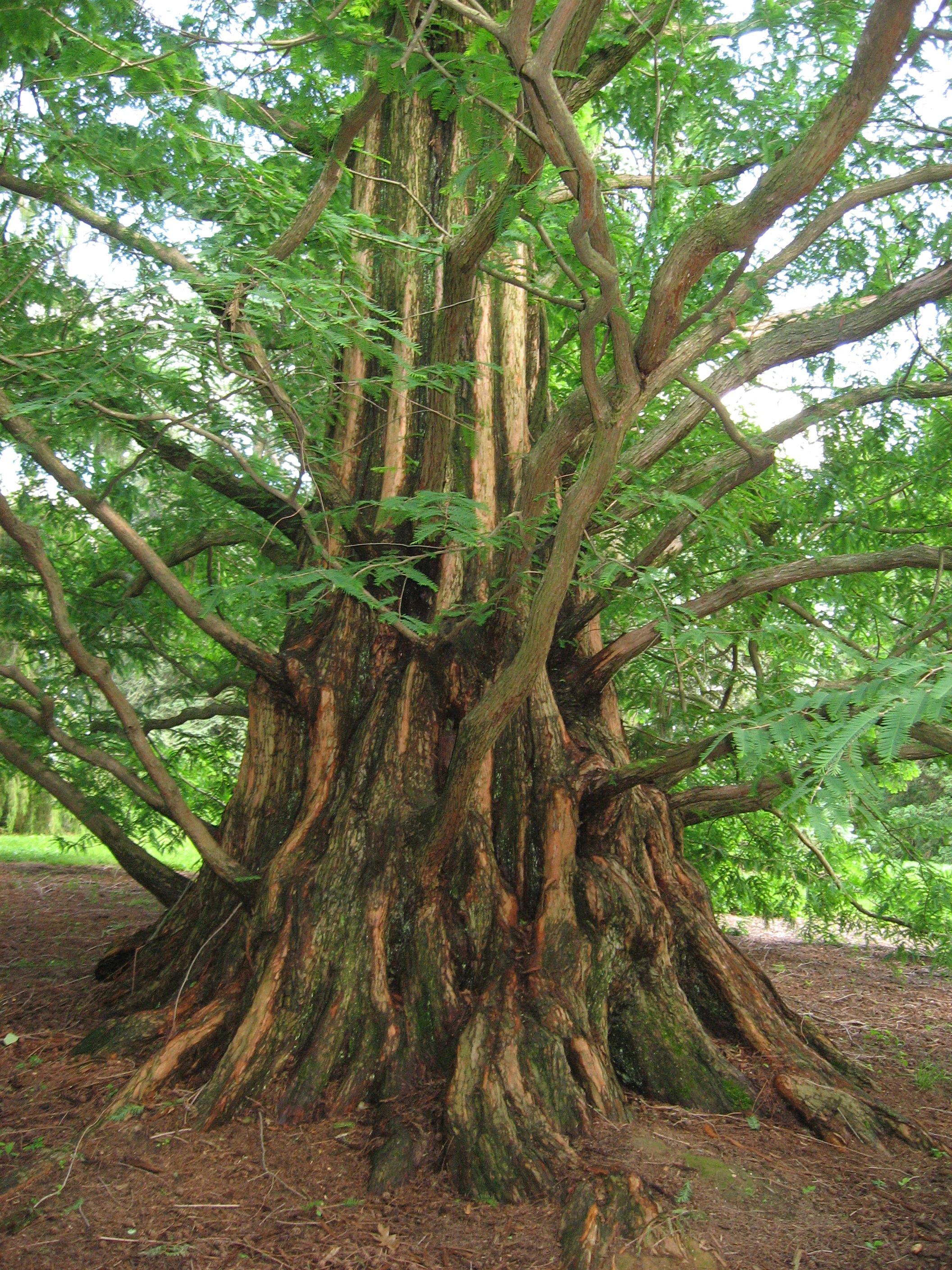
Нижня частина стовбура
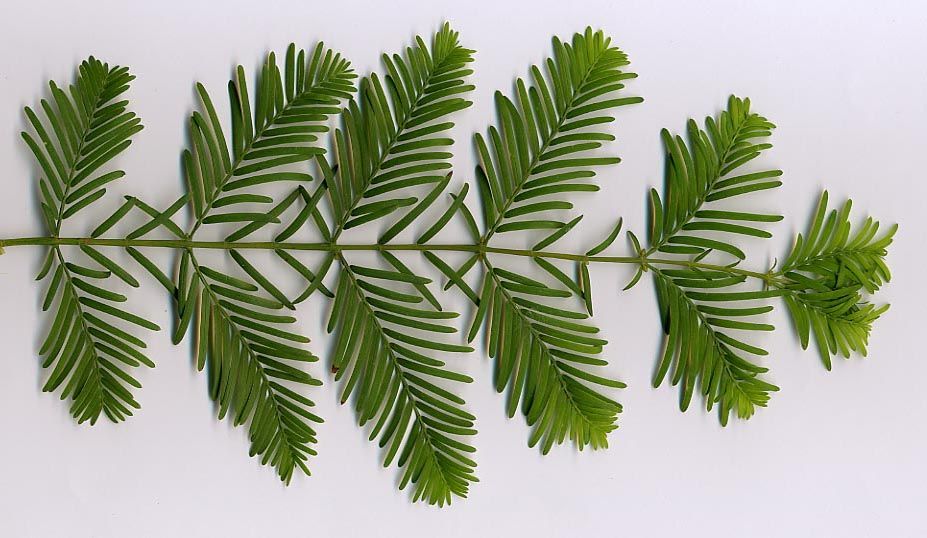
Гілочка метасеквої
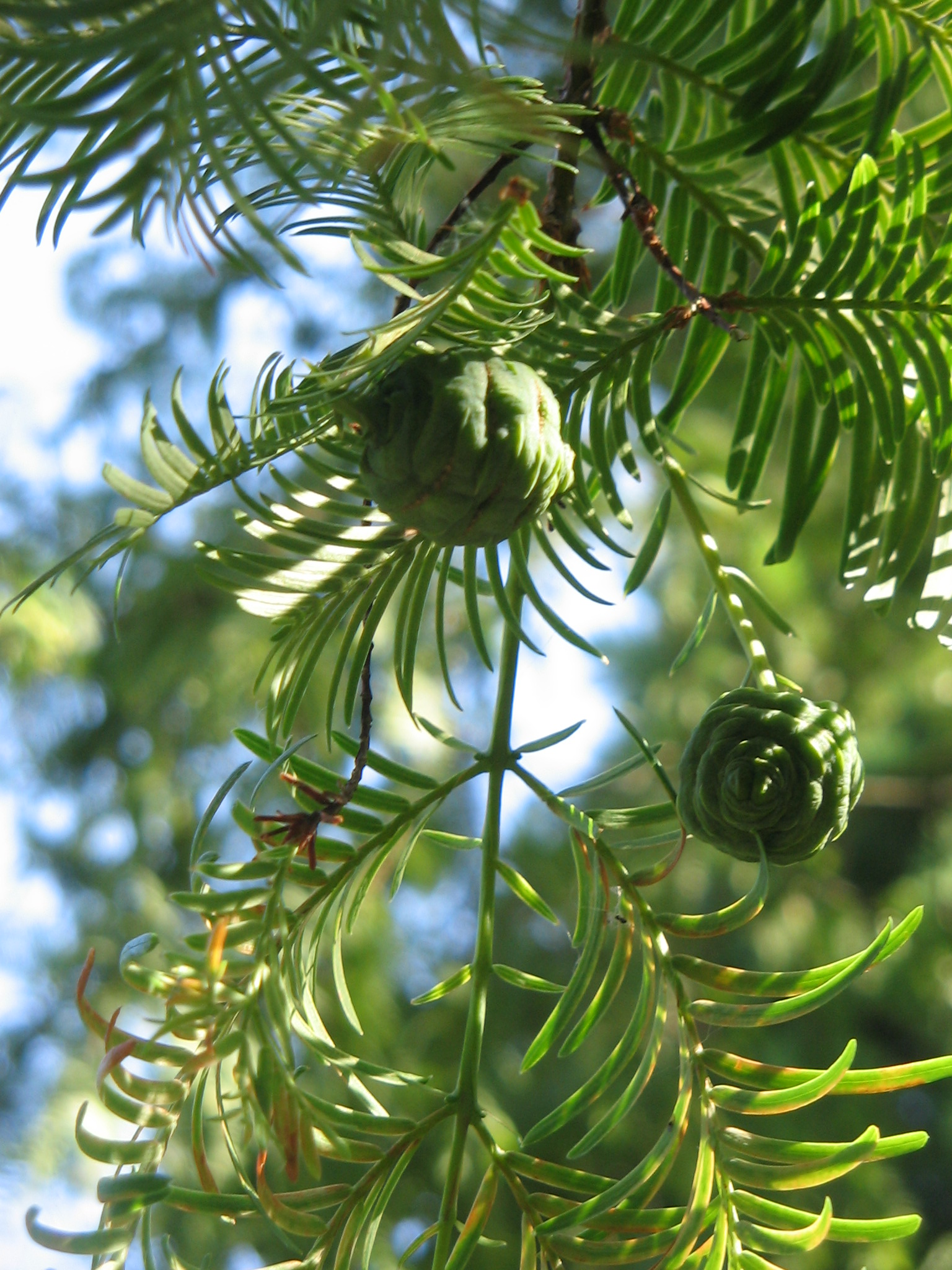
«Жіночі» шишки
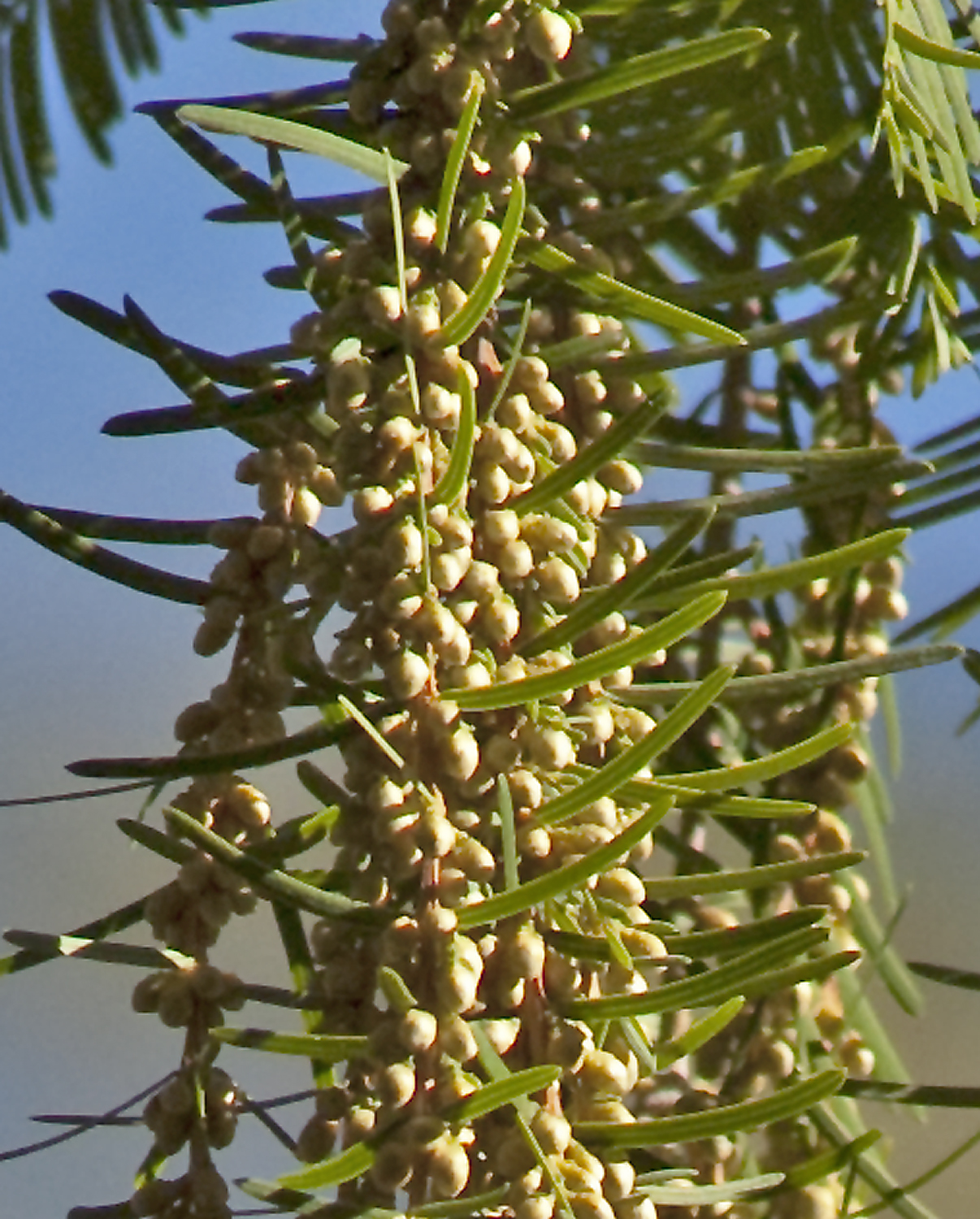
«Чоловічі» шишки
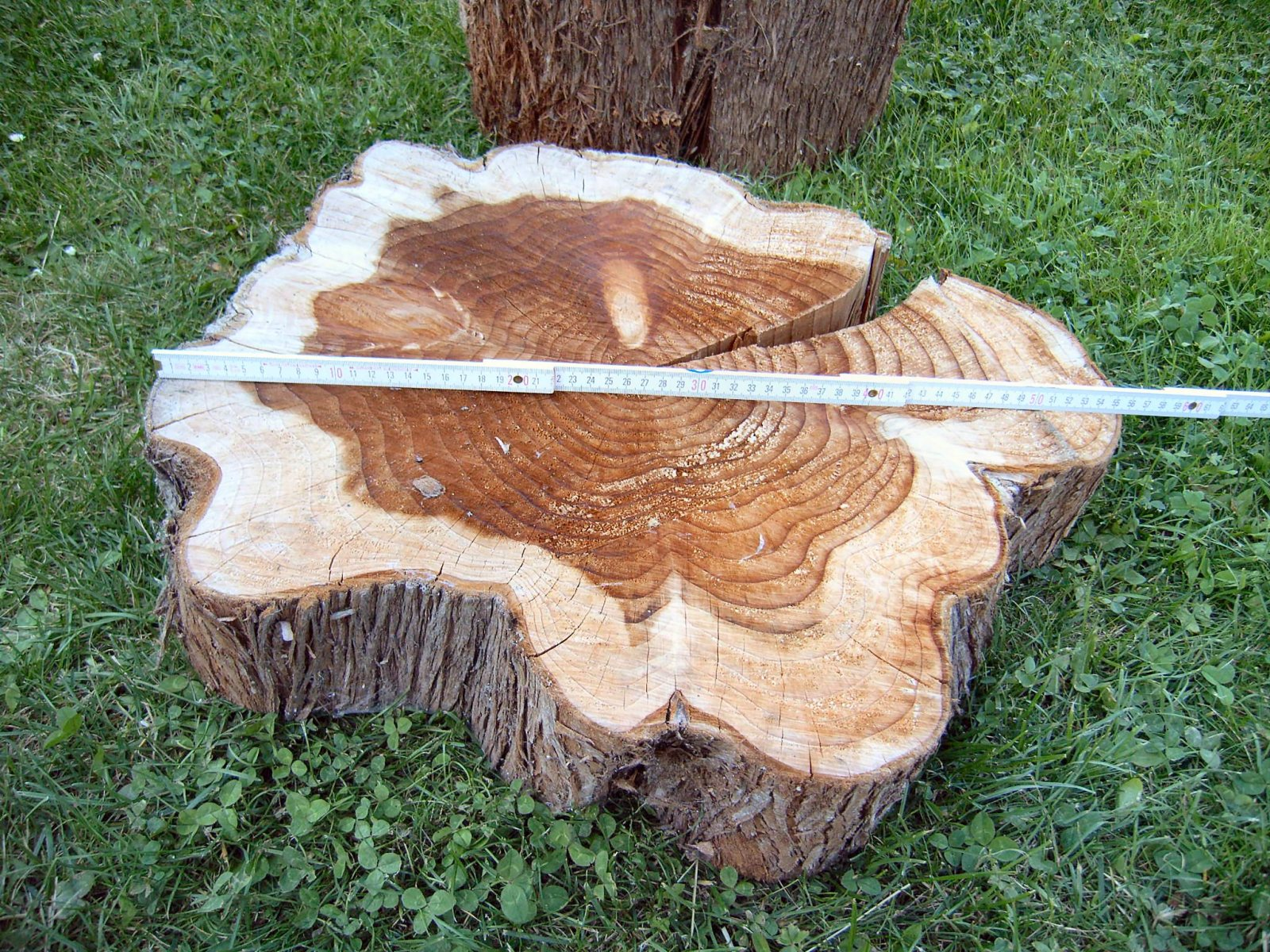
Зріз 25-річної метасеквої
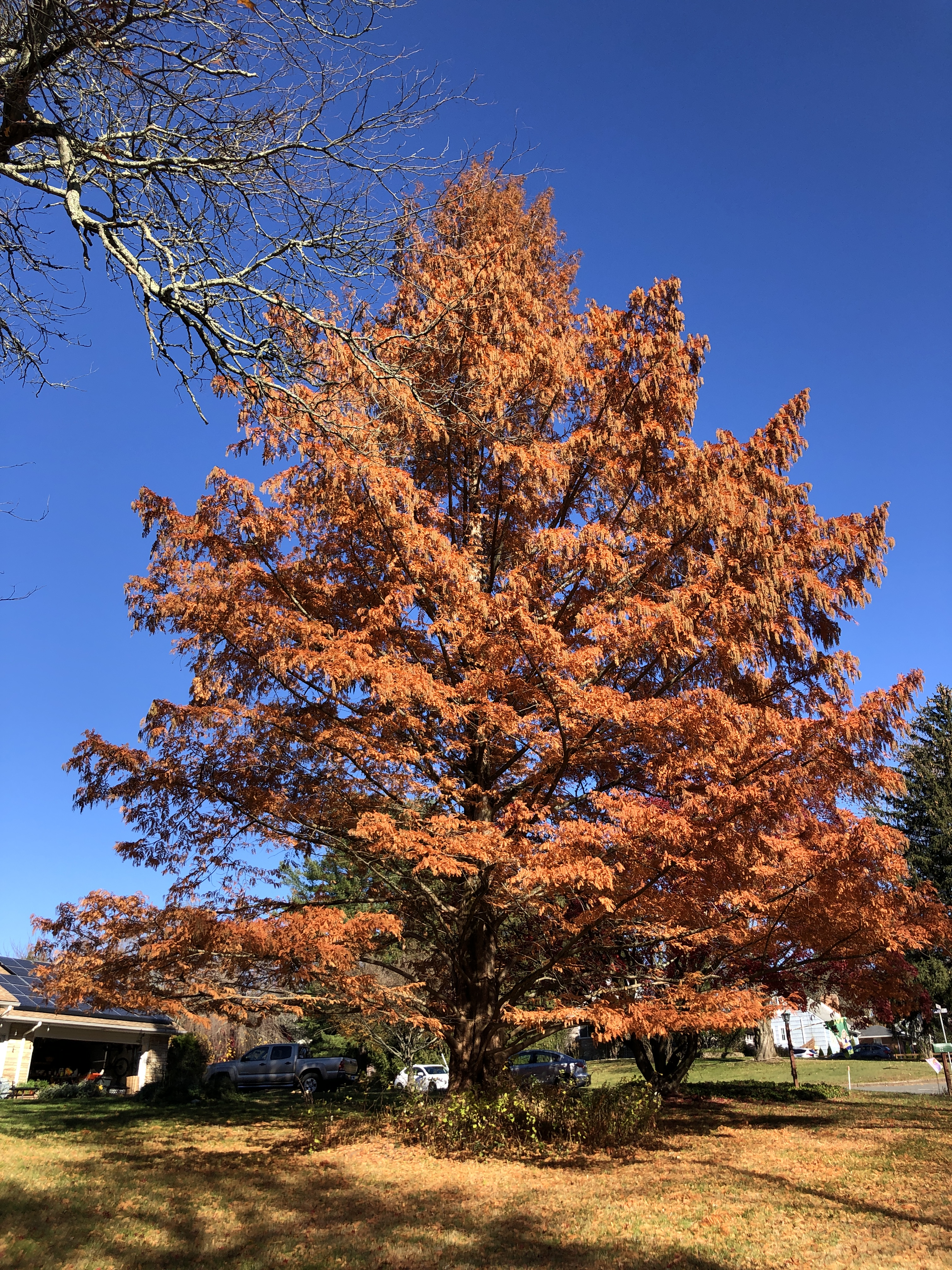
Метасеквоя китайська восени

Метасеквоя китайська у  Національному ботанічному саду імені Миколи Гришка НАН України
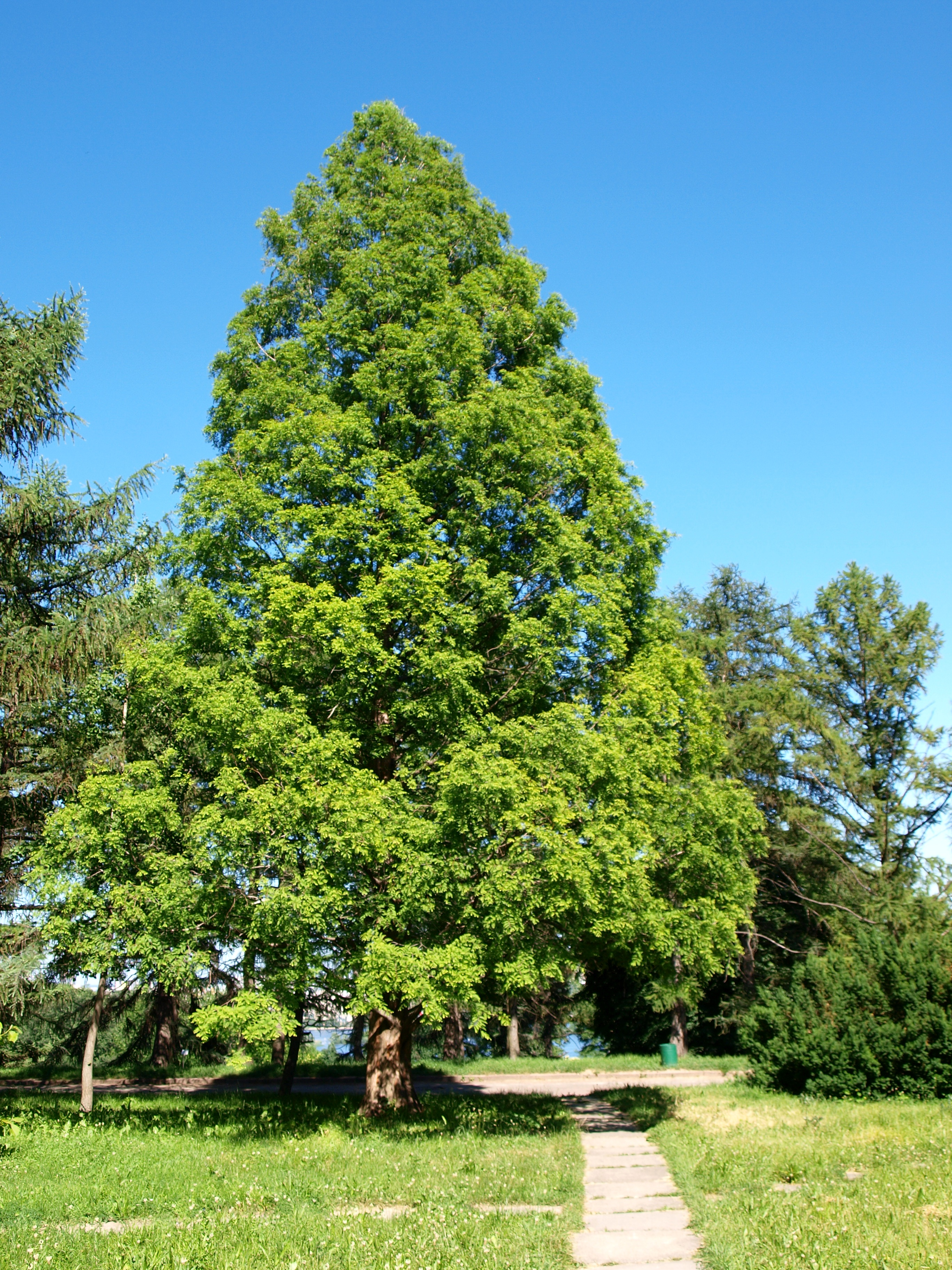
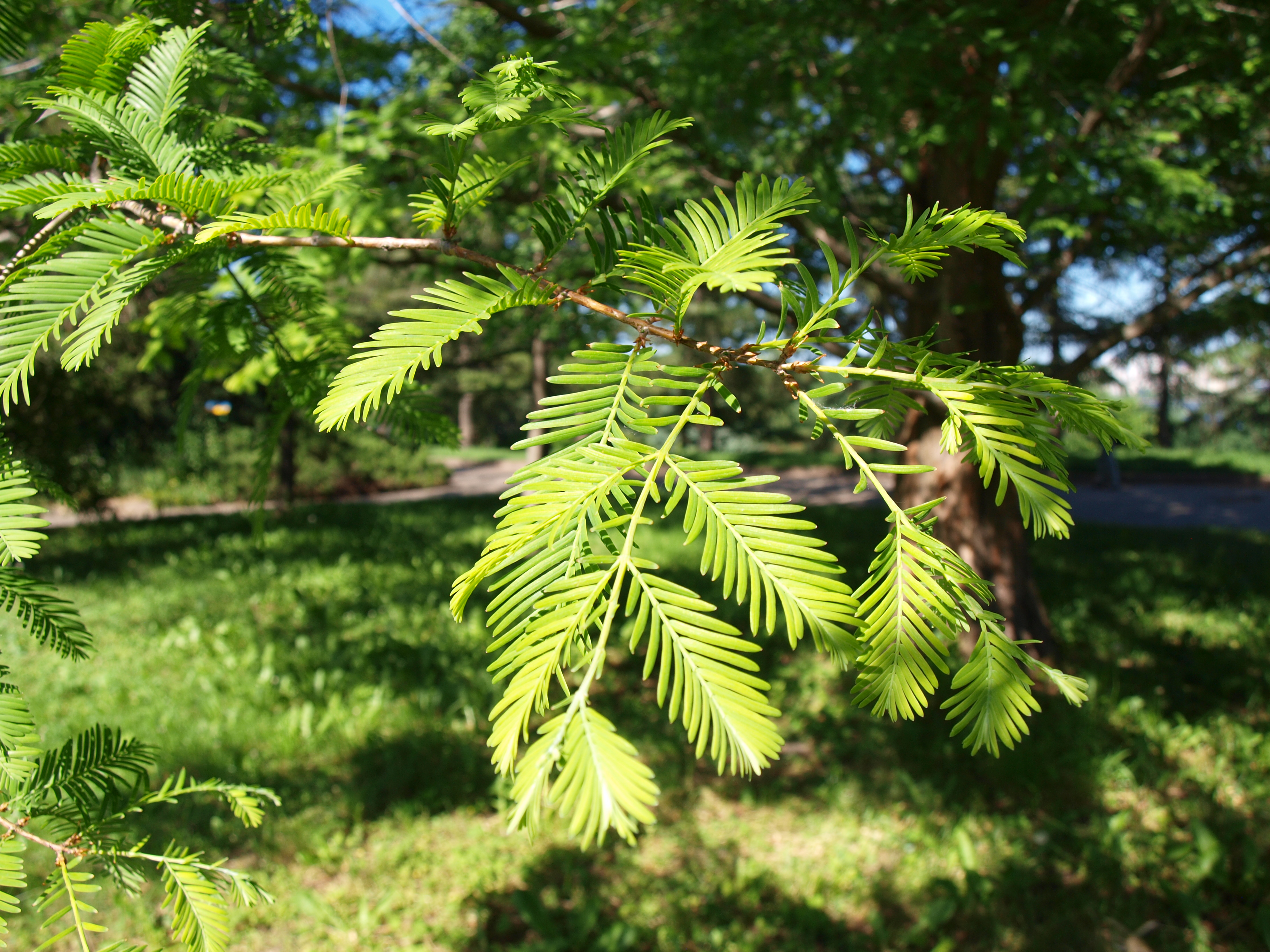
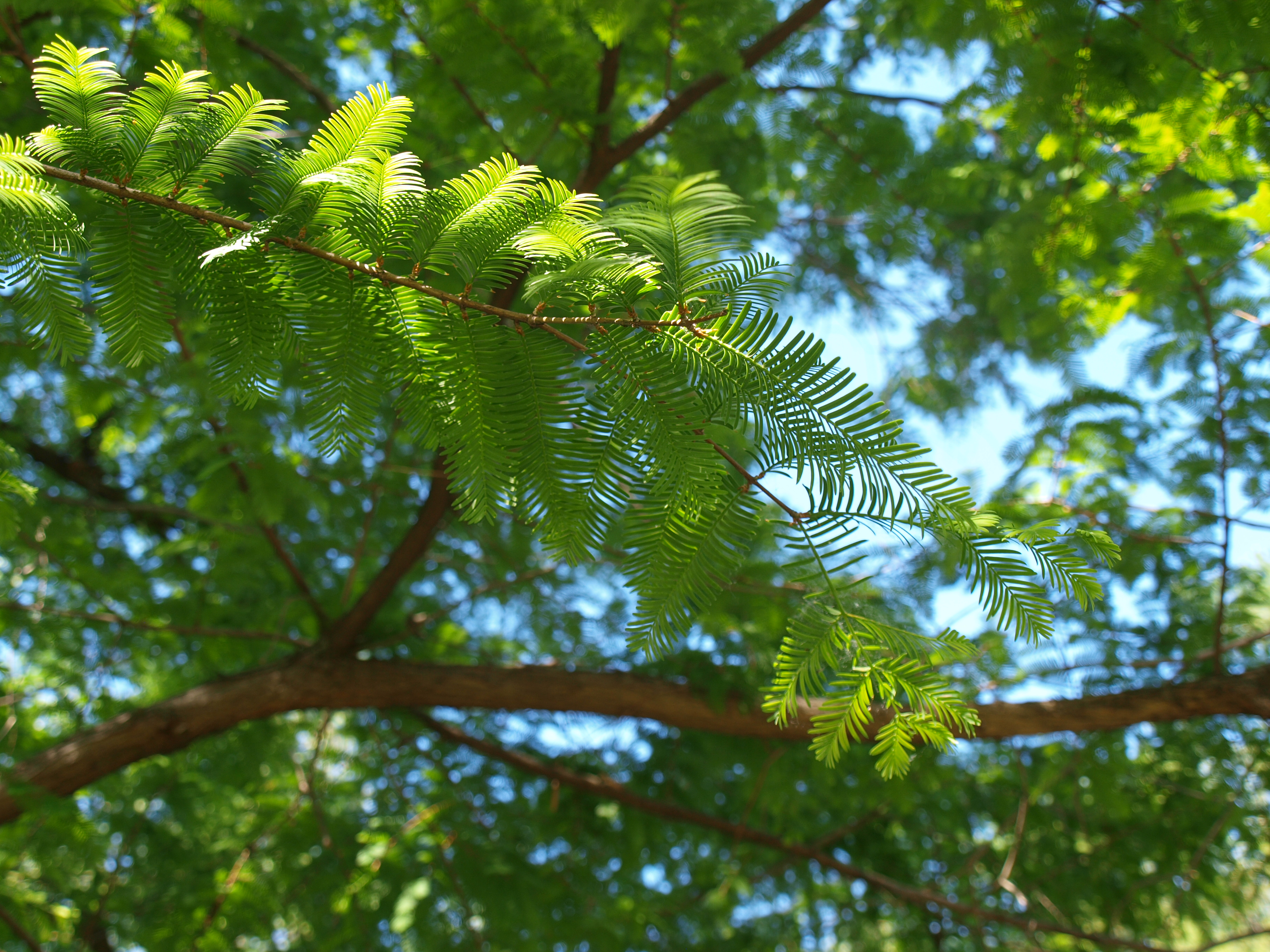